# 三禮
《三禮》，即《儀禮》、《周禮》和《禮記》。此名稱始於東漢鄭玄。
在西漢初年“禮經”原本是對《儀禮》的專稱，東漢鄭玄把《儀禮》、《禮記》、《周禮》列為《三禮》，並對《三禮》進行注解，撰有《三禮注》，唐代時“《禮經》”為《小戴禮記》，後人才逐漸稱《禮經》為《三禮》。
禮經向來難讀，其語言古奥，文辭簡略，素以難治著稱，例如禮經中的許多宫室的建築結構、尺度等往往未曾涉及，且“歷代屢更，漸非其舊”，以致於讀禮之時，想像天子及諸侯之宮室，往往形成空中樓閣。
乾隆初年下詔開三禮館，以為“《禮記》一書，尚未修纂。又《儀禮》、《周禮》二經，學者以無關科舉，多未寓目。”隨著清廷異族統治秩序的漸趨穩固，加強禮制建設成為迫切之舉，至乾隆十九年（1754）《三禮義疏》定本刊刻，前後歷時十九年，堪稱一時盛舉。

## 延伸阅读
[在维基数据编辑]
 《欽定古今圖書集成·理學彙編·經籍典·三禮部》，出自陈梦雷《古今圖書集成》
 《史記/卷121》，出自司馬遷《史記》